# Nemanja Vučković
Nemanja Vučković (Kikinda, 4 luglio 1997) è un giocatore di football americano serbo, che gioca nel ruolo di safety per i Fehérvár Enthroners.

## Palmarès
- 1 Serbian Bowl (Beograd Vukovi, 2022)